# 台湾の鉄道駅一覧 さ行
| あ - か行 | さ行 | た行 | な - わ行 |

台湾の鉄道駅一覧 さ行は台湾の鉄道駅のうち、さ-そで始まる物の一覧である。

## さ行
| 駅名                    | 日本語読み               | 路線名                                         |
| ----------------------- | ------------------------ | ---------------------------------------------- |
| 菜寮駅                  | さいりょう               | 台北捷運新荘線                                 |
| 西勢駅                  | さいせい                 | 屏東線                                         |
| 西子湾駅                | さいしわん               | 高雄捷運橘線                                   |
| 左営駅 (台湾高速鉄道)   | さえい                   | 台湾高速鉄道                                   |
| 左営（旧城）駅          | さえい（きゅうじょう）   | 縦貫線                                         |
| 左営/高鉄駅             | さえいこうてつ           | 高雄捷運紅線                                   |
| 山佳駅                  | さんしきゃく             | 縦貫線                                         |
| 三塊厝駅                | さんかいせき             | 縦貫線                                         |
| 三義駅                  | さんぎ                   | 台中線、旧山線                                 |
| 三重駅                  | さんじゅう               | 台北捷運新荘線、桃園機場捷運                   |
| 三重国小駅              | さんじゅうこくしょう     | 台北捷運蘆洲線                                 |
| 三姓橋駅                | さんせいきょう           | 縦貫線                                         |
| 三多商圏駅              | さんたしょうけん         | 高雄捷運紅線                                   |
| 蒜頭駅                  | さんとう                 | 台湾糖業鉄道蔗埕線                             |
| 三貂嶺駅                | さんしょうれい           | 宜蘭線                                         |
| 山鼻駅                  | さんび                   | 桃園機場捷運                                   |
| 三民駅                  | さんみん                 | 台東線                                         |
| 三民高中駅              | さんみんこうちゅう       | 台北捷運蘆洲線                                 |
| 山里駅                  | さんり                   | 台東線                                         |
| 三和国中駅              | さんわこくちゅう         | 台北捷運蘆洲線                                 |
| 鹿野駅                  | しかの                   | 台東線                                         |
| 汐止駅                  | しおどめ                 | 縦貫線                                         |
| 四維国小駅              | しいこくしょう           | 台中捷運緑線                                   |
| 志学駅                  | しがく                   | 台東線                                         |
| 市議会駅                | しぎかい                 | 高雄捷運橘線                                   |
| 四脚亭駅                | しきゃくてい             | 宜蘭線                                         |
| 獅甲駅                  | しこう                   | 高雄捷運紅線                                   |
| 芝山駅                  | しざん                   | 台北捷運淡水線                                 |
| 四城駅                  | しじょう                 | 宜蘭線                                         |
| 市政府駅 (台中市)       | しせいふ                 | 台中捷運緑線                                   |
| 市政府駅 (台北市)       | しせいふ                 | 台北捷運南港線                                 |
| 七張駅                  | しちちょう               | 台北捷運新店線、小碧潭支線                     |
| 七堵駅                  | しちと                   | 縦貫線                                         |
| 指南宮駅                | しなんきゅう             | 猫空ロープウェイ                               |
| 車埕駅                  | しゃてい                 | 集集線                                         |
| 社頭駅                  | しゃとう                 | 縦貫線                                         |
| 沙鹿駅                  | しゃろく                 | 海岸線                                         |
| 沙崙駅 (台南市)         | しゃろん                 | 沙崙線                                         |
| 沙崙駅 (新北市)         | しゃろん                 | 新北捷運淡海軽軌藍海線                         |
| 十四張駅                | じゅうしちょう           | 台北捷運環状線、新北捷運安坑軽軌               |
| 十字分道駅              | じゅうじぶんどう         | 阿里山森林鉄路祝山線、眠月線                   |
| 集集駅                  | しゅうしゅう             | 集集線                                         |
| 十字路駅                | じゅうじろ               | 阿里山森林鉄路阿里山線                         |
| 十分駅                  | じっぷん                 | 平渓線                                         |
| 秀朗橋駅                | しゅうろうきょう         | 台北捷運環状線                                 |
| 祝山駅                  | しゅくざん               | 阿里山森林鉄路祝山線                           |
| 寿山公園駅              | じゅざんこうえん         | 高雄捷運環状軽軌                               |
| 樹徳家商駅              | じゅとくかしょう         | 高雄捷運環状軽軌                               |
| 寿豊駅                  | じゅほう                 | 台東線                                         |
| 樹林駅                  | じゅりん                 | 縦貫線                                         |
| 上員駅                  | じょういん               | 内湾線                                         |
| 彰化駅 (台湾鉄路管理局) | しょうか                 | 縦貫線、海岸線、台中線                         |
| 彰化駅 (台湾高速鉄道)   | しょうか                 | 台湾高速鉄道                                   |
| 礁渓駅                  | しょうけい               | 宜蘭線                                         |
| 勝興駅                  | しょうこう               | 旧山線                                         |
| 松江南京駅              | しょうこうなんきん       | 台北捷運新荘線、松山線                         |
| 象山駅                  | しょうざん               | 台北捷運信義線                                 |
| 松竹駅                  | しょうちく               | 台中線、台中捷運緑線                           |
| 小南門駅                | しょうなんもん           | 台北捷運小南門線                               |
| 樟脳寮駅                | しょうのうりょう         | 阿里山森林鉄路阿里山線                         |
| 沼平駅                  | ぬまひら                 | 阿里山森林鉄路阿里山線、祝山線、眠月線、水山線 |
| 小碧潭駅                | しょうへきたん           | 台北捷運小碧潭支線                             |
| 徐匯中学駅              | じょかいちゅうがく       | 台北捷運蘆洲線                                 |
| 士林駅                  | しりん                   | 台北捷運淡水線                                 |
| 真愛碼頭駅              | しんあいまとう           | 高雄捷運環状軽軌                               |
| 新烏日駅                | しんうじつ               | 台中線                                         |
| 新営駅                  | しんえい                 | 縦貫線                                         |
| 深澳駅                  | しんおう                 | 深澳線                                         |
| 辛亥駅                  | しんがい                 | 台北捷運文山線                                 |
| 信義安和駅              | しんぎあんわ             | 台北捷運信義線                                 |
| 信義国小駅              | しんぎこくしょう         | 高雄捷運橘線                                   |
| 新左営駅                | しんさえい               | 縦貫線                                         |
| 新市駅                  | しんし                   | 縦貫線                                         |
| 新市一路駅              | しんしいちろ             | 新北捷運淡海軽軌緑山線                         |
| 新上国小駅              | しんじょうこくしょう     | 高雄捷運環状軽軌                               |
| 新城（太魯閣）駅        | しんじょう（たろこ）     | 北廻線                                         |
| 新荘駅 (新竹市)         | しんしょう               | 内湾線                                         |
| 新荘駅 (新北市)         | しんしょう               | 台北捷運新荘線                                 |
| 新荘副都心駅            | しんしょうふくとしん     | 桃園機場捷運                                   |
| 新竹駅 (台湾鉄路管理局) | しんちく                 | 縦貫線、内湾線、六家線                         |
| 新竹駅 (台湾高速鉄道)   | しんちく                 | 台湾高速鉄道                                   |
| 新店駅                  | しんてん                 | 台北捷運新店線                                 |
| 新店区公所駅            | しんてんくこうしょ       | 台北捷運新店線                                 |
| 新馬駅                  | しんば                   | 宜蘭線                                         |
| 新富駅                  | しんふ                   | 縦貫線                                         |
| 新埔駅 (苗栗県)         | しんぽ                   | 海岸線                                         |
| 新埔駅 (新北市)         | しんぽ                   | 台北捷運板橋線                                 |
| 新北産業園区駅          | しんほくさんぎょうえんく | 桃園機場捷運、台北捷運環状線                   |
| 新豊駅                  | しんぽう                 | 縦貫線                                         |
| 神木駅                  | しんぼく                 | 阿里山森林鉄路阿里山線                         |
| 新北投駅                | しんほくとう             | 台北捷運新北投支線                             |
| 新埔民生駅              | しんほみんせい           | 台北捷運環状線                                 |
| 新和国小駅              | しんわこくしょう         | 新北捷運安坑軽軌                               |
| 蘇澳駅                  | すおう                   | 宜蘭線                                         |
| 蘇澳新駅                | すおうしん               | 宜蘭線、北廻線                                 |
| 水安宮駅                | すいあんきゅう           | 台中捷運緑線                                   |
| 瑞源駅                  | ずいげん                 | 台東線                                         |
| 水社寮駅                | すいしゃりょう           | 阿里山森林鉄路阿里山線                         |
| 瑞浜駅                  | ずいひん                 | 深澳線                                         |
| 瑞芳駅                  | ずいほう                 | 宜蘭線                                         |
| 瑞豊駅                  | ずいほう                 | 高雄捷運鳳山線                                 |
| 水里駅                  | すいり                   | 集集線                                         |
| 瑞和駅                  | ずいわ                   | 台東線                                         |
| 崇徳駅                  | すとく                   | 北廻線                                         |
| 正義駅                  | せいぎ                   | 屏東線                                         |
| 西湖駅                  | せいこ                   | 台北捷運内湖線                                 |
| 成功駅                  | せいこう                 | 台中線、成追線                                 |
| 聖功医院駅              | せいこういいん           | 高雄捷運環状軽軌                               |
| 生態園区駅              | せいたいえんく           | 高雄捷運紅線                                   |
| 菁桐駅                  | せいとう                 | 平渓線                                         |
| 精武駅                  | せいぶ                   | 台中線                                         |
| 青埔駅                  | せいほ                   | 高雄捷運紅線                                   |
| 西門駅                  | せいもん                 | 台北捷運松山線、小南門線、南港線、板橋線       |
| 西門緊急停車駅          | せいもん                 | 縦貫線                                         |
| 汐科駅                  | せきか                   | 縦貫線                                         |
| 石亀駅                  | せきき                   | 縦貫線                                         |
| 石城駅                  | せきじょう               | 宜蘭線                                         |
| 石牌駅                  | せきはい                 | 台北捷運淡水線                                 |
| 石榴駅                  | せきりゅう               | 縦貫線                                         |
| 関山駅                  | せきやま                 | 台東線                                         |
| 善化駅                  | ぜんか                   | 縦貫線                                         |
| 先嗇宮駅                | せんしょくぐう           | 台北捷運新荘線                                 |
| 前鎮高中駅              | ぜんちんこうちゅう       | 高雄捷運紅線                                   |
| 前鎮之星駅              | ぜんちんしせい           | 高雄捷運環状軽軌                               |
| 善導寺駅                | ぜんどうじ               | 台北捷運南港線                                 |
| 草衙駅                  | そうが                   | 高雄捷運紅線                                   |
| 造橋駅                  | ぞうきょう               | 台中線                                         |
| 双渓駅                  | そうけい                 | 宜蘭線                                         |
| 双城駅                  | そうじょう               | 新北捷運安坑軽軌                               |
| 双連駅                  | そうれん                 | 台北捷運淡水線                                 |